# Phlegra pusilla
Phlegra pusilla är en spindelart som beskrevs av Wesolowska, van Harten 1994. Phlegra pusilla ingår i släktet Phlegra och familjen hoppspindlar. Inga underarter finns listade i Catalogue of Life.